# Prei
Prei (Allium ampeloprasum var. porrum, synoniem: Allium porrum) is een plant uit de narcisfamilie (Amaryllidaceae), die als groente wordt gegeten. Prei is het meest verwant aan de olifantsknoflook, A. ampeloprasum var. ampeloprasum, en de kurrat, A. ampeloprasum var. kurrat, die beide ook als groente worden gegeten.
Prei is een eenzaadlobbige plant. De plant is in de vegetatieve fase opgebouwd uit bladscheden en bladschijven. De bladscheden zitten over elkaar heen gevouwen en vormen zolang ze met grond bedekt zijn het witte gedeelte van de prei. Er is in deze fase geen stengel aanwezig. Pas onder invloed van kou in de winter gaat de prei eind april of begin mei een (generatieve) bloeistengel vormen. Er worden dan geen nieuwe bladeren meer gevormd en de oudere bladeren beginnen af te sterven.
Aan de voet van de prei kan een verdikking optreden die knobbel genoemd wordt. Als er een knobbel is, gaat het verwijderen van de oude bladeren moeilijker.

## Geschiedenis
De Soemerische koning Ur-Nammu liet rond 2100 v.Chr. al prei telen in de tuinen van Ur.
Bekend is dat ook de Egyptische piramidebouwers, de Grieken en de Romeinen prei aten.
Vervolgens is de groente over heel Europa verspreid. Prei was de favoriete groente van de Romeinse keizer Nero, die het in soep of in olie consumeerde. Hij geloofde dat het zijn stem verbeterde. Nero stond daarom ook wel als Porrophagus (preivreter) bekend.
De mythische Britse koning Cadwallader gebruikt in het jaar 640 prei als herkenningsteken voor zijn troepen. De prei komt voor in het nationale embleem van Wales.

## Gebruik
Prei wordt vooral gekookt gegeten. Het kan echter ook rauw genuttigd worden. Het wordt verwerkt in salades en soep, en gebruikt als keukenkruid. De gehele prei, dus ook het licht- en donkergroene deel, kan gegeten worden.
Mensen die overgevoelig zijn voor sulfiet kunnen lichamelijke klachten ondervinden door het nuttigen van prei.

## Bestuiving
Prei is een kruisbevruchter. Voor de bestuiving is prei afhankelijk van insecten. Bloeiende prei wordt dan ook bezocht door vele soorten insecten, zoals hommels, bijen, zweefvliegen en andere vliegen.
Hommels en hoofdzakelijk aardhommels, die op de bloeiwijze van prei nectar uit de bloempjes van de prei verzamelen raken op de een of andere manier versuft. Soms vallen ze zelfs op de grond om na een poosje toch weer weg te vliegen. Er kunnen wel tot tien hommels tegelijk op een bloeiwijze zitten.

## Teelt
Prei is jaarrond beschikbaar. In Nederland zijn Noord-Brabant en Limburg de belangrijkste teeltgebieden, in België is dat vooral midden West-Vlaanderen. Prei was vanouds een belangrijke herfst- en wintergroente. Door gebruik te maken van verschillende rassen is het nu mogelijk het hele jaar door prei aan te voeren. Doordat de prei in mei begint te bloeien wordt de laatste winterprei gerooid midden tot eind april en ongeschoond in koelcellen op -1 °C bewaard. Deze prei kan zo tot eind juni bewaard worden. Pas wanneer deze prei dan uit de koelcellen gehaald wordt, wordt ze geschoond. De rassen van prei worden naar de tijd van oogsten ingedeeld in zomer-, herfst- en winterprei. De zomer- en herfstrassen hebben een langere schacht dan de winterrassen.
Er zijn vijf verschillende teelten te onderscheiden:
- Zomerteelt - zaaien half januari
- Vroege herfstteelt - zaaien half maart
- Late herfstteelt - zaaien eind maart
- Winterteelt - zaaien begin april
- Late winterteelt - zaaien eind april

De planten moeten boven de 18 °C worden opgekweekt. Bij een lagere temperatuur gaan de planten over in de generatieve fase en gaan dan vroegtijdig bloeien.
Als de planten de dikte van een potlood hebben worden ze verplant. Voor het verkrijgen van een lange witte schacht worden de planten in 20 cm diepe ponsgaten geplant. Ook kunnen de planten in geulen worden geplant. Later kunnen de planten dan nog enkele keren aangeaard worden. De plantafstand bedraagt in de rij 12–15 cm en tussen de rijen 30–50 cm afhankelijk van de teeltperiode.
Voor de winterteelt moeten winterharde rassen worden gebruikt.
Ter bescherming tegen de preimot legt men in de biologische teelt een vliesdoek over de prei en moet voor een goede groei regelmatig onkruid gewied worden.

## Ziekten en aantastingen
Roest en diverse bladvlekkenziekten, zoals papiervlekkenziekte (Phythophthora porri), kunnen het blad ernstig aantasten. Roest veroorzaakt op het blad kleine oranje sporenhoopjes die later bruin worden. Ook het preigeelstreepvirus kan schade veroorzaken. Daarnaast kan prei aangetast worden door insecten als de preimot (Acrolepiopsis assectella) en de uienvlieg (Delia antiqua). De rups van de preimot vreet gangen in het blad, vooral in de hartbladeren. Bij ernstige aantasting sterft de plant af. De made van de uienvlieg vreet aan de voet van de plant, waardoor de bladeren geel worden en ten slotte afsterven.

## Voedingsstoffen
100 gram verse, rauwe prei bevat aan voedingsstoffen:
| Energetische waarde | 130 kJ   |
| Koolhydraten        | 5 gram   |
| Eiwit               | 2 gram   |
| Vet                 | 0,3 gram |
| Vitamine C          | 25 mg    |
| Vitamine B1         | 0,12 mg  |
| Vitamine B2         | 0,04 mg  |
| Calcium             | 60 mg    |
| IJzer               | 1,0 mg   |
| Caroteen            | 0,6 mg   |
| Folaat              | 0,6 mg   |

Verder is in prei kalium, magnesium en mangaan aanwezig. 

De antioxiderende en antibacteriële zwavelverbinding allicine is verantwoordelijk voor de karakteristieke geur en smaak van prei.

## Zie ook

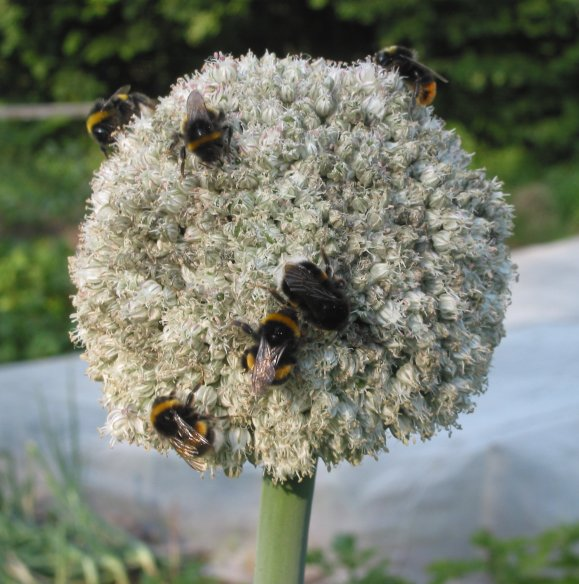
Versufte hommels op prei
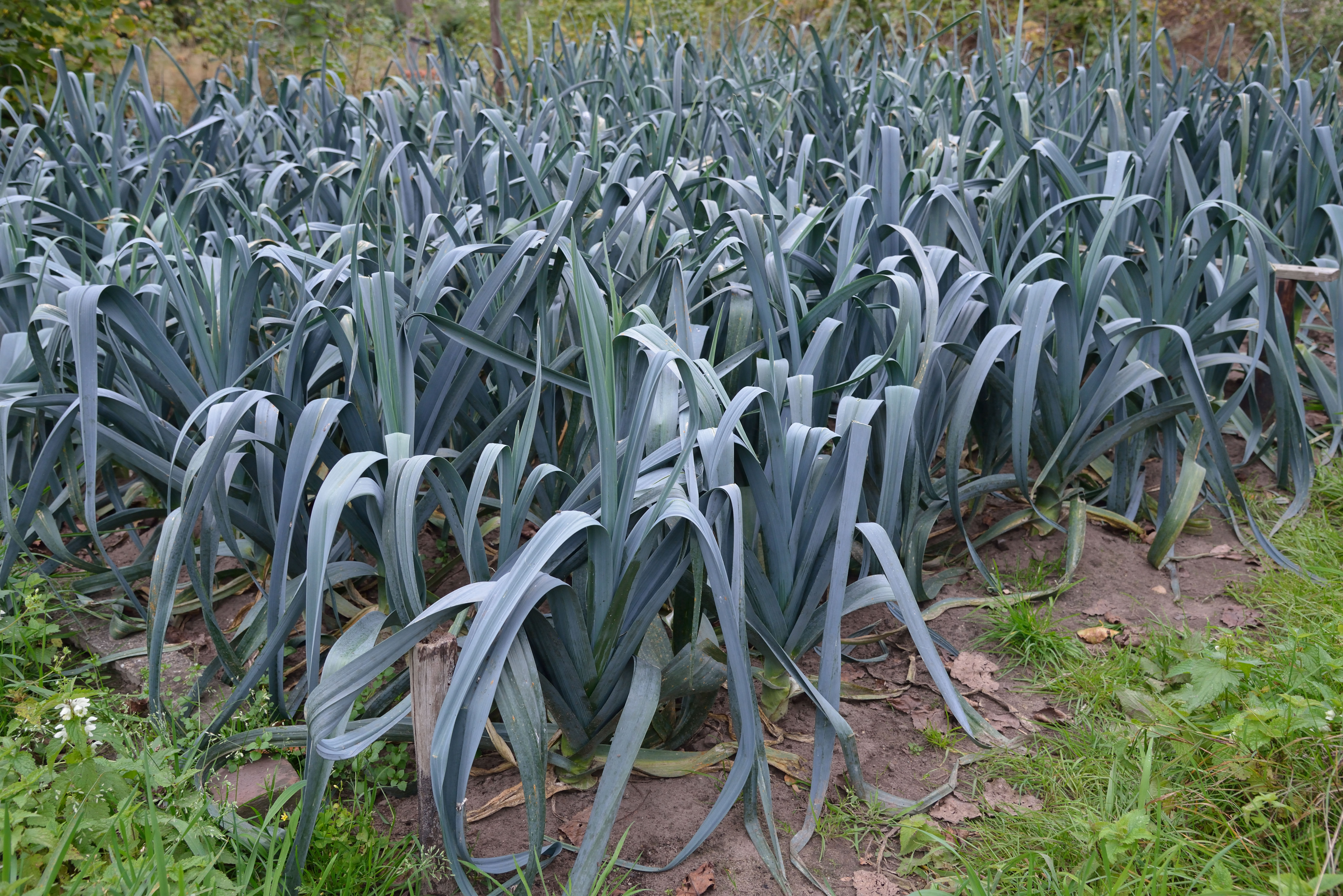
Winterprei 'Farinto'
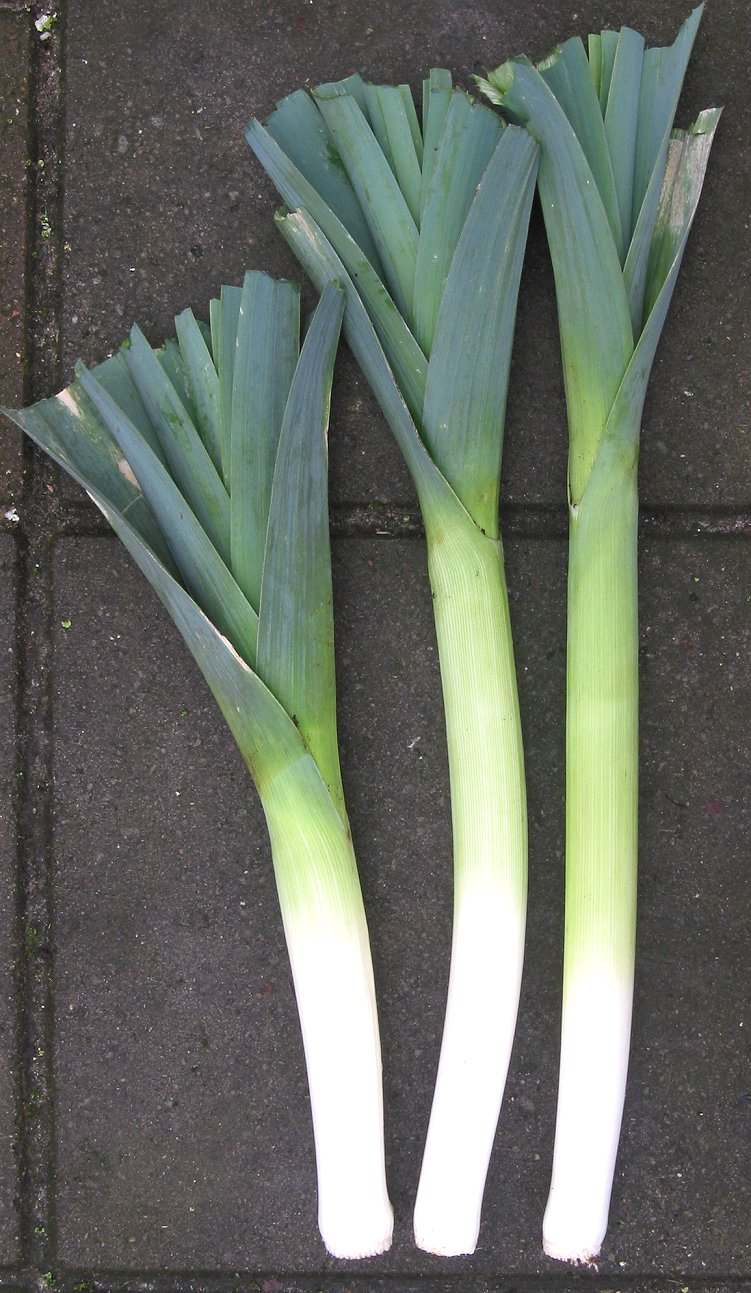
Winterprei 'Farinto'
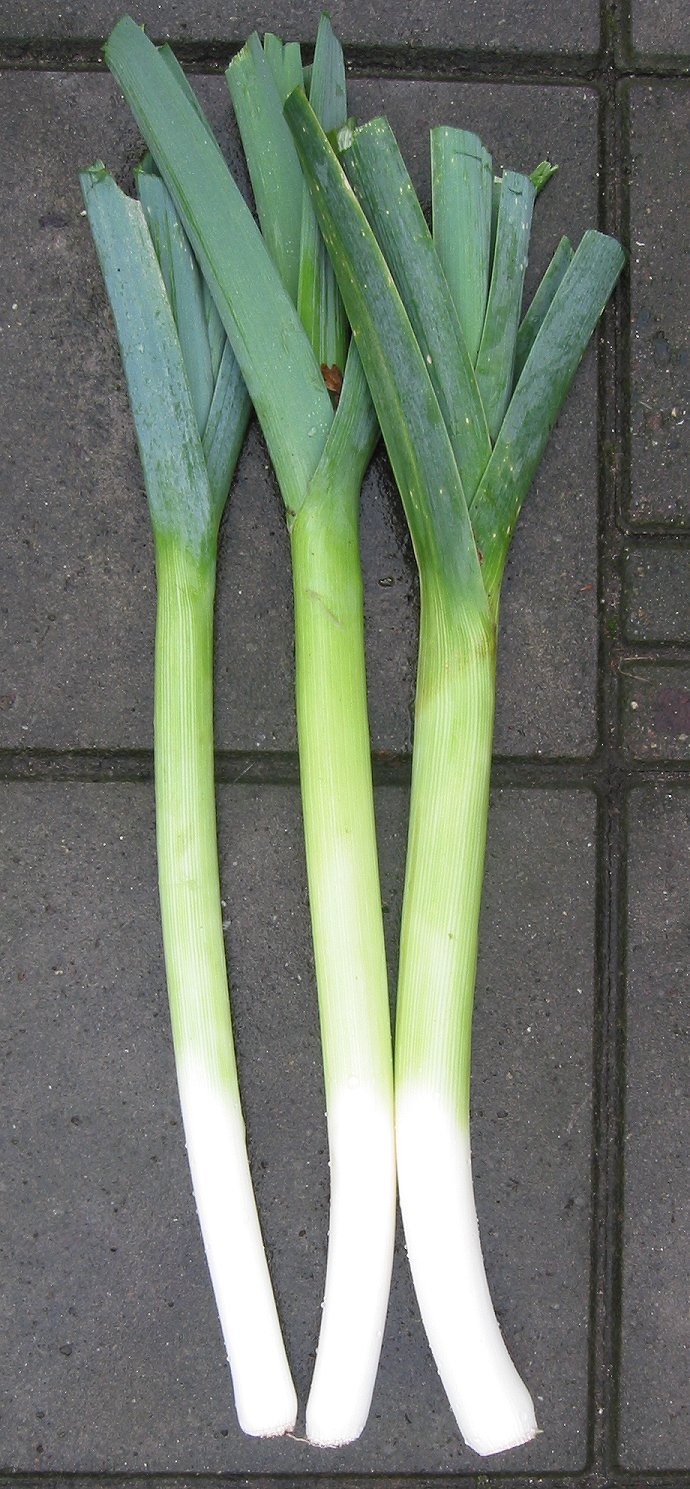
Herfstprei 'Tara'
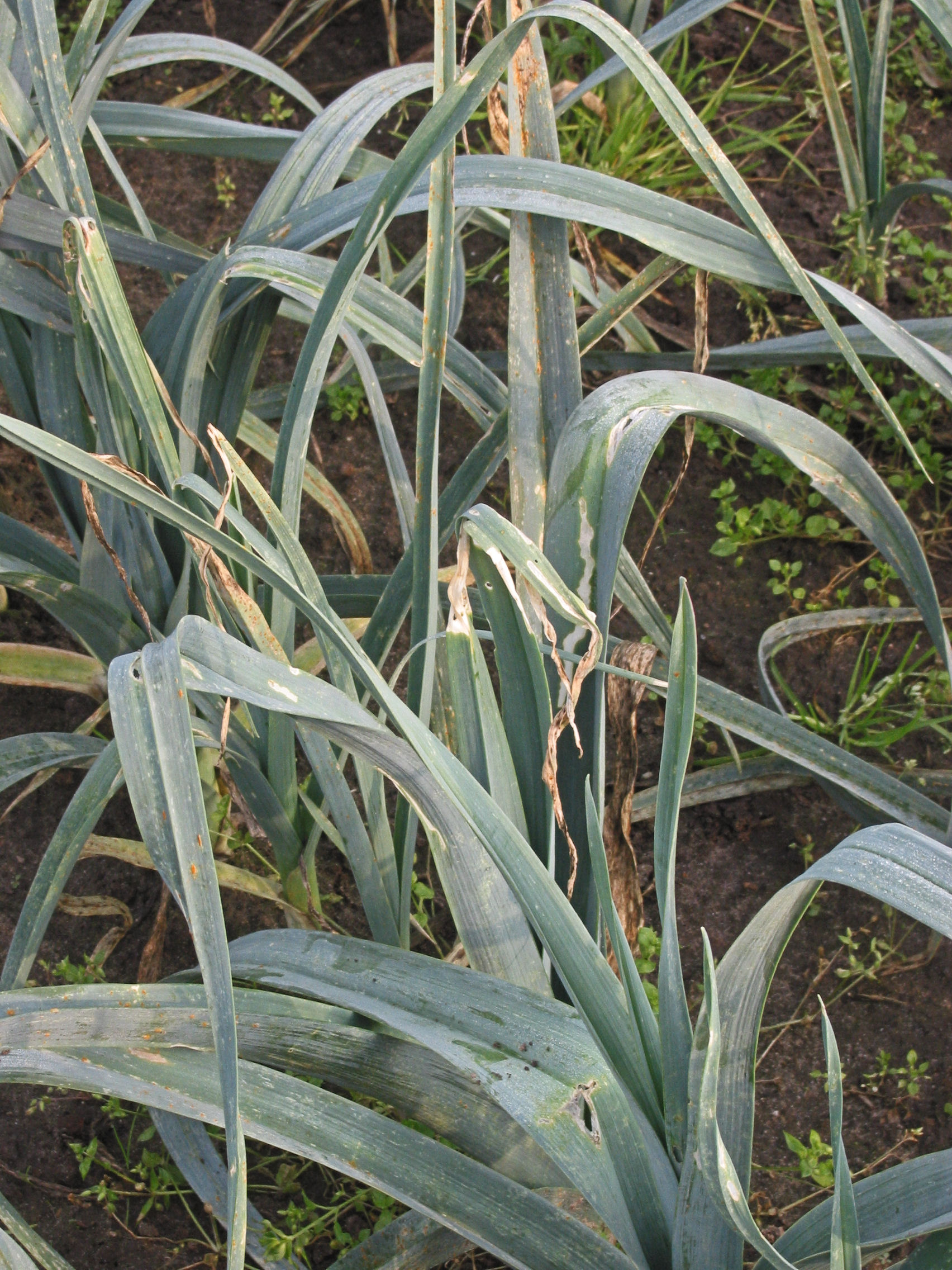
Aantasting door de preimot bij winterprei
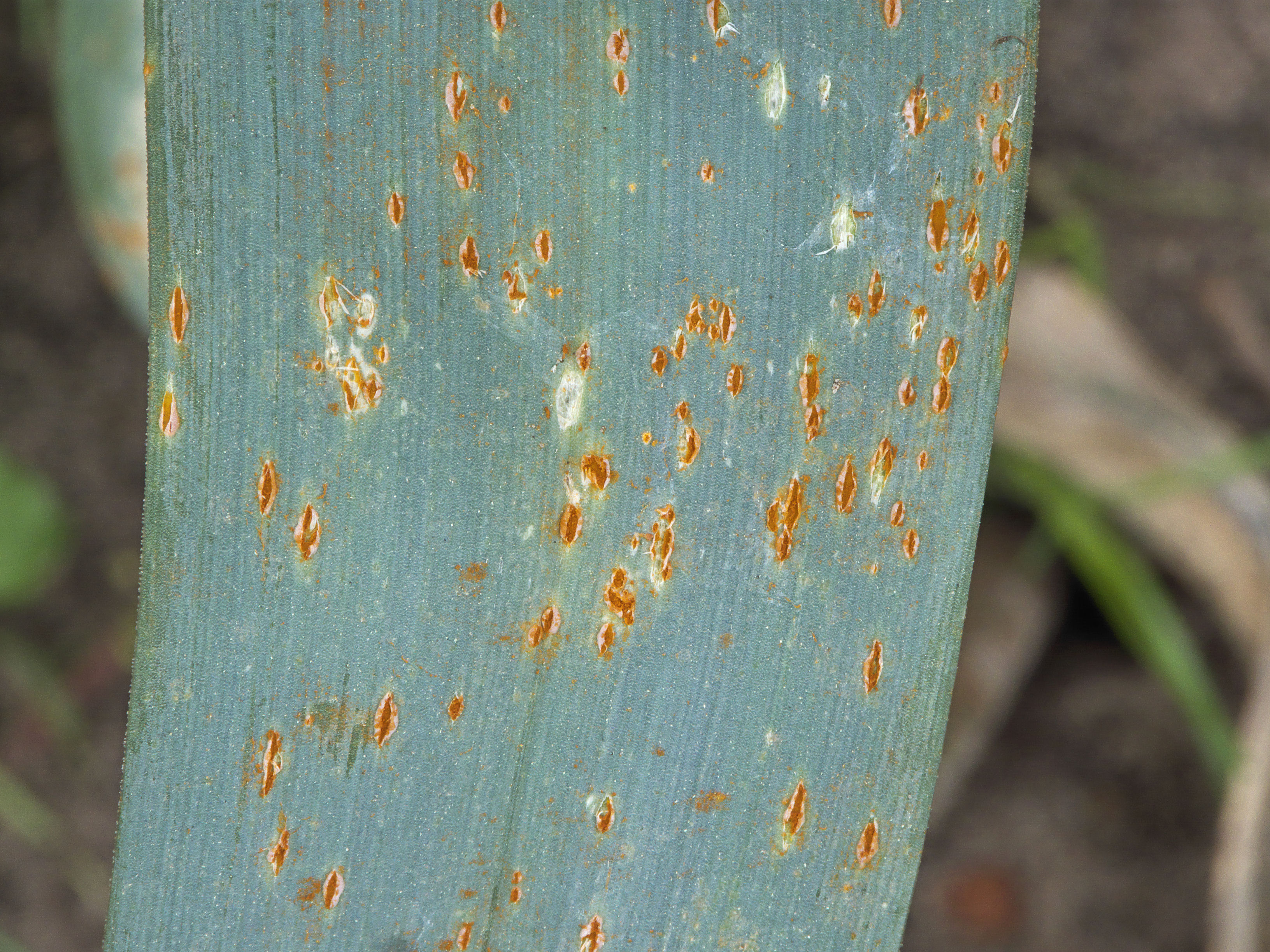
Roest op 'Farinto'
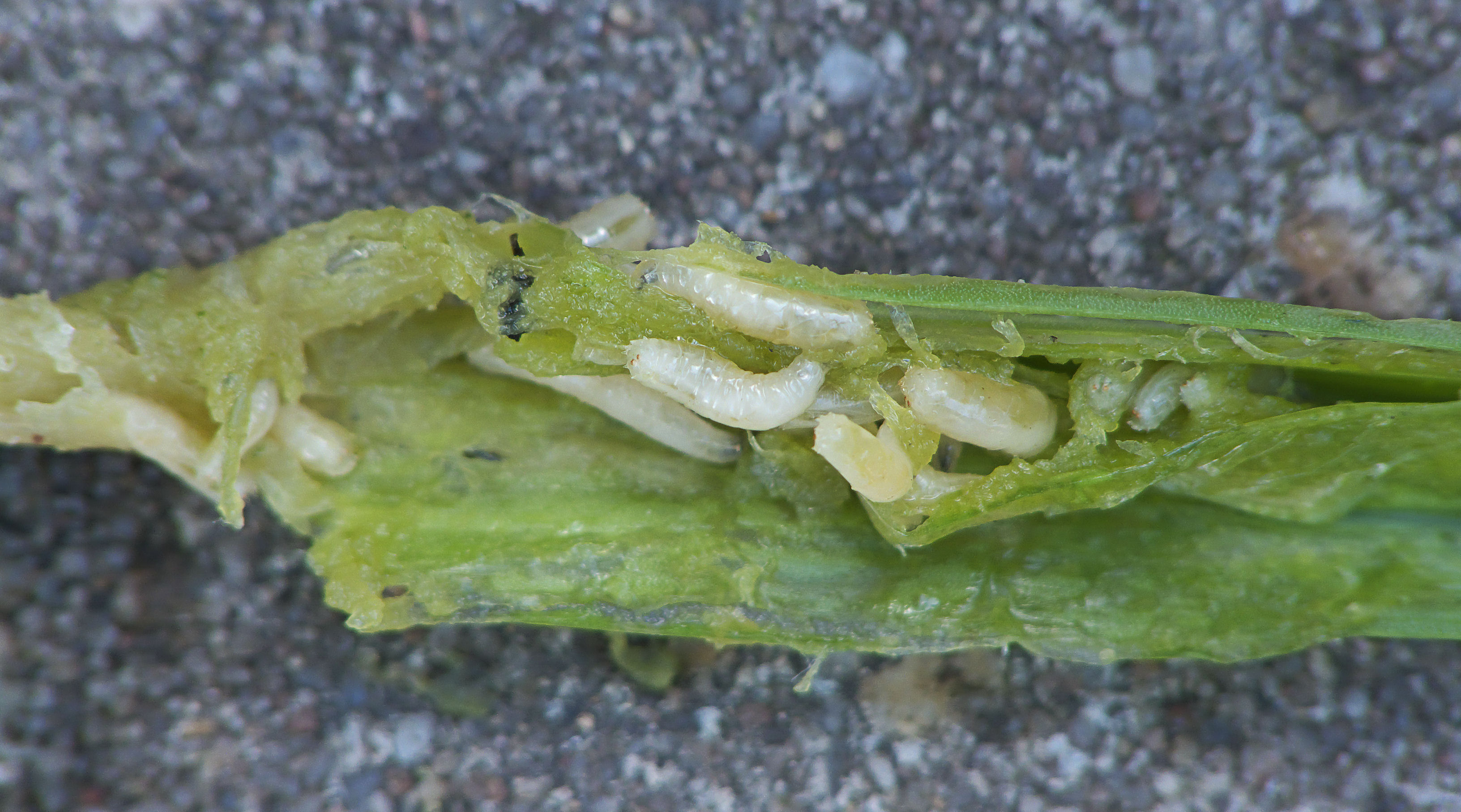
Uienvliegmaden op prei
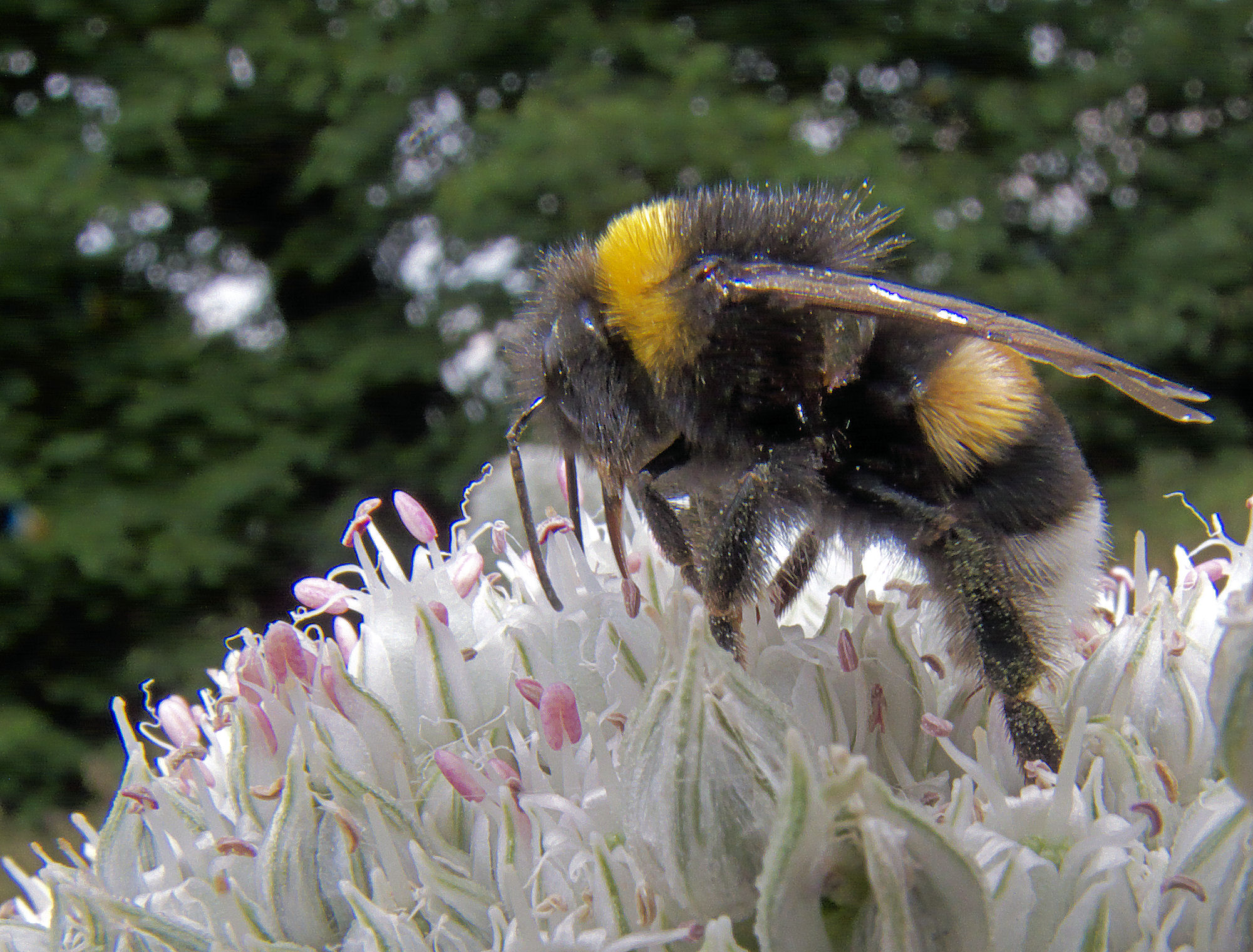
Gewone aardhommel op bloeiende prei
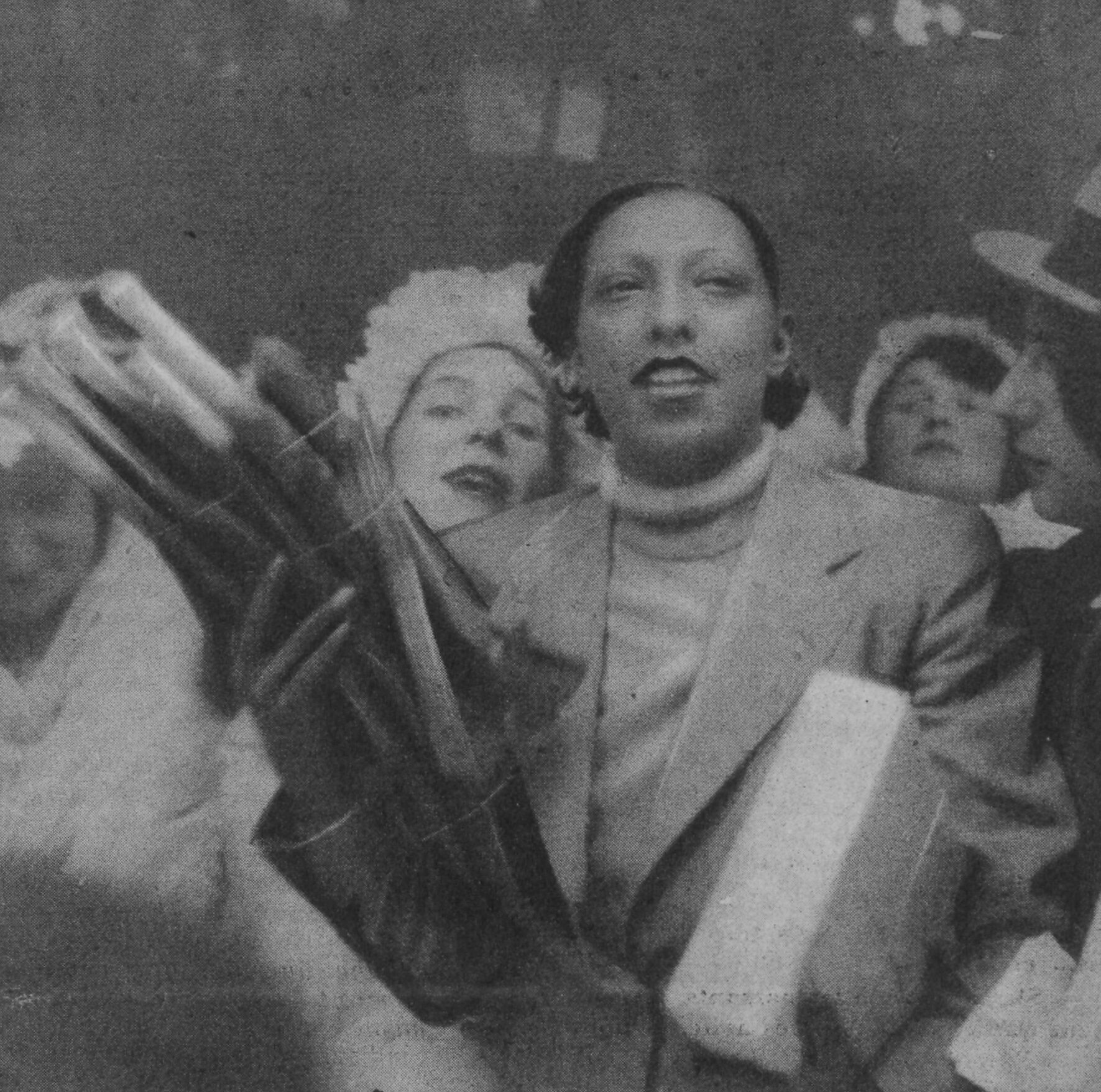
Josephine Baker met prei tijdens een pot-au-feu verdeling